# Abdul Ghani Baradar
Moellah Abdul Ghani Baradar Akhund (Dari/Pasjtoe: عبدالغنی برادر) (Weetmak (Deh Rawod), c. 1968) is een van de oprichters van de Taliban in Afghanistan. Hij was de plaatsvervanger van Mohammed Omar, die hem de bijnaam 'Baradar' gaf, wat 'broeder' betekent.

## Biografie
Baradar werd in 1968 geboren in het dorp Weetmak in de Afghaanse provincie Uruzgan en behoort tot de Pathaanse stam Popalzai. Hij vocht in de jaren tachtig in de Afghaanse Oorlog in Kandahar, waar hij als plaatsvervanger van Mohammed Omar in een groep Afghaanse moedjahedien (islamitische verzetstrijders) diende tegen de door de Sovjet-Unie gesteunde Afghaanse regering. Nadat de Sovjets in 1992 Afghanistan verlieten, richtten Baradar en Omar in Kandahar samen een madrassa (islamitische school) op, waaruit een beweging voortkwam die zou uitgroeien tot de Taliban. Baradar bekleedde tot 2001 belangrijke posities binnen de Taliban en was onder andere de minister van Defensie. In 2001 vluchtte hij met Mohammed Omar naar Pakistan.
In februari 2010 wist de Central Intelligence Agency Baradar op te sporen in de Pakistaanse havenstad Karachi. Daar werd hij gearresteerd door de Pakistaanse autoriteiten. Op 24 oktober 2018 werd Baradar echter op Amerikaans verzoek vrijgelaten. In augustus 2021 keerde hij weer terug naar Afghanistan.